# Aeroportul South Caicos
Aeroportul South Caicos (IATA: XSC, ICAO: MBSC) este un aeroport din South Caicos⁠(d), Insulele Turks și Caicos, Regatul Unit.
Situat la o altitudine de 2 m, aeroportul dispune de o singură pistă.